# Orthogeomys matagalpae
Espèce
Statut de conservation UICN

 LC  : Préoccupation mineure
Orthogeomys matagalpae est une espèce de rongeurs de la famille des géomyidés, qui comprend des petits mammifères appelés gaufres ou rats à poche, c'est-à-dire à larges abajoues. Cette espèce est présente au Nicaragua et au Honduras.
L'espèce a été décrite pour la première fois en 1910 par le zoologiste américain Joel Asaph Allen (1838-1921).